# Henri Decaisne
Henri Decaisne, född den	27 januari 1799 i Bryssel, död den 17 oktober 1852 i Paris, var en belgisk målare. Han var bror till Joseph Decaisne.
Decaisne studerade hos David, Girodet och Gros samt förvärvade sig ett framstående namn som historie- och porträttmålare. Bland hans arbeten kan nämnas John Milton, dikterande "Det förlorade paradiset" för sina döttrar. 